# Mia Rej
Mia Rej Frahm (* 2. Februar 1990 in Kopenhagen, geborene Mia Rej Bidstrup) ist eine dänische Handballspielerin, die dem Kader der dänischen Nationalmannschaft angehört.

## Vereinskarriere
Rej wechselte im Sommer 2009 vom dänischen Zweitligisten Nordkøbenhavn Håndbold zum Erstligisten FCK Håndbold. Nachdem die Rückraumspielerin in der Saison 2010/11 für den dänischen Erstligisten Roskilde Håndbold aufgelaufen war, schloss sie sich dem schwedischen Erstligisten H 65 Höör an. In der Saison 2013/14 errang sie mit Höör den EHF Challenge Cup. Ab der Saison 2014/15 stand sie beim dänischen Erstligisten København Håndbold unter Vertrag. Mit København Håndbold gewann sie 2018 die dänische Meisterschaft. Im Dezember 2020 wechselte sie zum Ligakonkurrenten Odense Håndbold. Mit Odense gewann sie 2021 und 2022 die dänische Meisterschaft sowie 2020 den dänischen Pokal. Nach der Saison 2023/24 verließ sie Odense. Seit dem Sommer 2025 läuft sie für den dänischen Verein HØJ Håndbold auf.

## Auswahlmannschaften
Mia Rej bestritt von April 2006 bis Juli 2008 36 Spiele für die Jugendauswahl des dänischen Handballverbands. Für die Juniorinnen Dänemarks wurde sie von Oktober 2008 bis August 2009 in 16 Spielen eingesetzt.
Rej gab am 9. März 2016 ihr Debüt in der dänischen Nationalmannschaft. Sie nahm an der Weltmeisterschaft 2019 in Japan teil, nachdem sie in der Zwischenrunde für Simone Böhme in den Weltmeisterschaftskader gerückt war. Bei der Europameisterschaft 2020 belegte sie mit Dänemark den vierten Platz. Mit insgesamt 33 Treffern belegte sie den fünften Platz in der Torschützenliste. Bei der Weltmeisterschaft 2021 in Spanien, bei der Dänemark die Bronzemedaille gewann, verletzte sie sich im ersten Spiel schwer am rechten Knie und musste abreisen.